# IC 1104
IC 1104 је појединачна звијезда у сазвјежђу Вага која се налази на листи објеката дубоког неба у Индекс каталогу.
Деклинација објекта је - 5° 3' 19" а ректасцензија 15h 12m 49,7s.